# SummerSlam (2014)
SummerSlam 2014 fue la vigesimoséptima edición de SummerSlam, un evento pago por visión de lucha libre profesional realizado por la WWE. Tuvo lugar el 17 de agosto de 2014 en el Staples Center en Los Ángeles, California. Fue el sexto y último SummerSlam consecutivo que se llevó a cabo en el Staples Center. Esta fue la última transmisión de la WWE que utilizó el logo «scratch» de la empresa y el primer pago por visión en usar su  nuevo logo, el mismo utilizado por el WWE Network.
Las canciones oficiales del evento fueron "Lights Go Out" de Fozzy, "G.D.F.R." de Flo Rida con la colaboración de Sage the Gemini, y "Sunshine" de Teddybears.

## Argumento
En Payback, Brie Bella dejó WWE después de que su esposo Daniel Bryan fue dado un ultimátum por Stephanie McMahon de entregar el Campeonato Mundial Peso Pesado de la WWE o de lo contrario despediría a Brie. Por ello es que Brie decidió renunciar y abofeteó a Stephanie. Tras ese incidente, McMahon repetidamente pondría a la hermana gemela de Brie, Nikki Bella en luchas que invariablemente terminaban con Nikki siendo atacada. En el episodio del 21 de julio de Raw, Brie volvió a WWE como una fan entre el público para apoyar a su hermana, pero fue abofetada en la cara por McMahon, quien bajó al ringside para enfrentarla. Más adelante en el mismo episodio, Stephanie fue detenida por la policía por agresión, ya que Brie no era parte de WWE. En el episodio el 28 de julio de Raw, Brie confrontó a Stephanie y dijo que ella retiraría los cargos si fuese recontrataba y aceptaba su reto a una lucha en SummerSlam, que Stephanie aceptó. En el episodio del 11 de agosto de Raw, Stephanie trajo a Megan Miller, fisioterapeuta de Bryan, quien alegó tener una relación secreta con su cliente. Una enfurecida Brie irrumpió en el ring y abofeteó a Megan antes de atacar a Stephanie. Más tarde en el programa, Brie fue detenida por la policía después de que Stephanie reveló que Megan había presentado cargos en su contra.
En el episodio del 30 de junio de Raw, Chris Jericho hizo su regreso inesperado a WWE, sólo para ser atacado por The Wyatt Family. Esto condujo a una lucha en Battleground, donde Jericho derrotó a Bray Wyatt. En el episodio del 21 de julio de Raw, Jericho invitó a Wyatt a su segmento Highlight Reel, pero The Wyatt Family atacó a Jericho en el vestuario. En el episodio del 28 de julio de Raw, Triple H hizo el anuncio oficial de la revancha entre Wyatt y Jericho en SummerSlam. En la edición del 1 de agosto de SmackDown, Jericho derrotó a Erick Rowan, prohibiendo a Rowan el acceso al ringside durante la lucha en SummerSlam según la estipulación de la lucha. En la edición del 4 de agosto de Raw, Jericho derrotó a Luke Harper por descalificación debido a una interferencia de Bray Wyatt, causando que Harper tenga prohibido el acceso al ringside.
En Battleground, John Cena derrotó a Randy Orton, Kane y Roman Reigns para retener el Campeonato Mundial Peso Pesado de la WWE. La noche siguiente en Raw, Brock Lesnar regresó a WWE y fue elegido por el Jefe de operaciones Triple H para enfrentarse a Cena en SummerSlam por el campeonato.
En Battleground, Rusev derrotó a Jack Swagger por cuenta fuera. En la edición del 22 de julio de Main Event, Swagger derrotó a Rusev por descalificación después de que Rusev atacó a Swagger con una bandera rusa. En la edición del 1 de agosto de SmackDown, Lana desafió a Swagger a un Flag match en SummerSlam en nombre de Rusev, que Zeb Colter aceptó en nombre de Swagger.
En Battleground, AJ Lee derrotó a Paige para retener el Campeonato de Divas de la WWE. En la edición del 21 de julio de Raw, Paige atacó a AJ después de que derrotaron a Emma y Natalya. En la edición del 28 de julio de Raw, AJ confrontó y atacó a Paige. En la edición del 1 de agosto de SmackDown, después de que AJ derrotó a Rosa Mendes, Paige atacó a AJ y la tiró de la rampa de entrada, resultando en AJ sufriendo una lesión en el cuello. El 4 de agosto, fue anunciado en WWE.com que AJ defendería el título ante Paige en SummerSlam.
En la edición del 21 de julio de Raw, Roman Reigns atacó a Randy Orton mientras Triple H daba a conocer su decisión sobre quién enfrentaría a John Cena en SummerSlam por el Campeonato Mundial Peso Pesado de la WWE. En la edición del 28 de julio de Raw, Orton atacó a Reigns antes de su lucha programada contra Kane. En la edición del 1 de agosto de SmackDown, Orton desafió a Reigns a una lucha en SummerSlam. El 4 de agosto, fue anunciado en WWE.com que Orton enfrentaría a Reigns en SummerSlam.
En Battleground, The Miz ganó una batalla real para ganar el vacante Campeonato Intercontinental de la WWE, eliminando último a Dolph Ziggler. En la edición del 21 de julio de Raw, Ziggler derrotó a Miz en un combate no titular. El 4 de agosto, fue anunciado en WWE.com que Miz defendería el título ante Ziggler en SummerSlam.
En Battleground, Seth Rollins derrotó a Dean Ambrose por abandono cuando Ambrose fue expulsado de la arena por Triple H por atacar a Rollins antes de la lucha. En la edición del 4 de agosto de Raw, Triple H anunció que Ambrose y Rollins se enfrentarían en SummerSlam. Triple H también anunció que Ambrose y Rollins se enfrentarían a Alberto Del Rio y Rob Van Dam respectivamente en Beat the Clock Challenges, y el ganador elegiría la estipulación para la lucha en SummerSlam. Ambrose derrotó a Del Rio para fijar un tiempo de 15:42. Van Dam fue cambiado a último minuto por Heath Slater, quien derrotó a Rollins (debido a las múltiples distracciones de Ambrose), dándole a Ambrose el derecho a elegir. En el episodio del 8 de agosto de SmackDown fue revelado que la estipulación sería un Lumberjack match.
El 16 de agosto, fue anunciado en WWE.com que Cesaro enfrentaría a Rob Van Dam en el SummerSlam Kickoff.

## Resultados
- Kick-Off: Rob Van Dam derrotó a Cesaro. (8:05)[11]
  - Van Dam cubrió a Cesaro después de un «Five Star Frog Splash».
- Dolph Ziggler derrotó a The Miz y ganó el Campeonato Intercontinental. (7:52)[12]
  - Ziggler cubrió a The Miz después de un «Zig Zag».
- Paige derrotó a AJ Lee y ganó el Campeonato de Divas. (4:57)[13]
  - Paige cubrió a Lee después de revertir una «Black Widow» en un «Ram-Paige».
- Rusev (con Lana) derrotó a Jack Swagger (con Zeb Colter) por nocaut en un Flag Match. (8:55)[14]
  - El árbitro detuvo el combate luego de que Rusev dejara K.O. a Swagger con «The Accolade».
  - Después del combate, Rusev atacó a Colter.
  - Como resultado, la bandera de Rusia se alzó sobre el ring y se entonó el himno nacional ruso.
- Seth Rollins derrotó a Dean Ambrose en un Lumberjack Match. (10:52)[15]
  - Rollins cubrió a Ambrose después de golpearlo con el maletín de Money in the Bank.
  - Durante la lucha, Kane interfirió para mantener el orden, sin embargo provocó un caos en el que todos ingresaron al ring y se atacaran entre sí.
  - Los leñadores fueron: Big E, Bo Dallas, Cesaro, Curtis Axel, Damien Sandow, Erick Rowan, Fandango, Goldust, Heath Slater, Jey Uso, Jimmy Uso, Kofi Kingston, Luke Harper, R-Truth, Rob Van Dam, Ryback, Sin Cara, Stardust, The Great Khali y Titus O'Neil.
- Bray Wyatt derrotó a Chris Jericho. (12:57)[16]
  - Wyatt cubrió a Jericho después de dos «Sister Abigail».
  - Erick Rowan & Luke Harper tuvieron la entrada prohibida al ring.
- Stephanie McMahon derrotó a Brie Bella. (11:05)[17]
  - Stephanie cubrió a Brie después de un «Pedigree».
  - Durante la lucha, Triple H interfirió a favor de Stephanie, y Nikki Bella para aparentemente impedir que escape Stephanie, pero en cambio atacó a su hermana con un «Forearm Smash».
- Roman Reigns derrotó a Randy Orton. (16:17)[18]
  - Reigns cubrió a Orton después de un «Spear».
  - Originalmente Randy Orton iba a ser el rival de John Cena, pero debido a un ataque de Roman Reigns el mes anterior en una edición de RAW, Triple H pacto la lucha.
- Brock Lesnar (con Paul Heyman) derrotó a John Cena y ganó el Campeonato Mundial Peso Pesado de la WWE. (16:05)[19]
  - Lesnar cubrió a Cena después de un «F-5».

## Recepción
El evento recibió críticas positivas. La lucha en el evento principal entre Lesnar y Cena recibió 4¼ estrellas de cinco de Dave Meltzer, la mejor del evento. La lucha entre Reigns y Orton recibió 4 estrellas, el Lumberjack match recibió 3¾ estrellas y el Kickoff match 3¼ estrellas.